# Superficie (física)
Superficie, en física, es la magnitud que expresa la extensión de un cuerpo, en dos dimensiones: largo y ancho. 

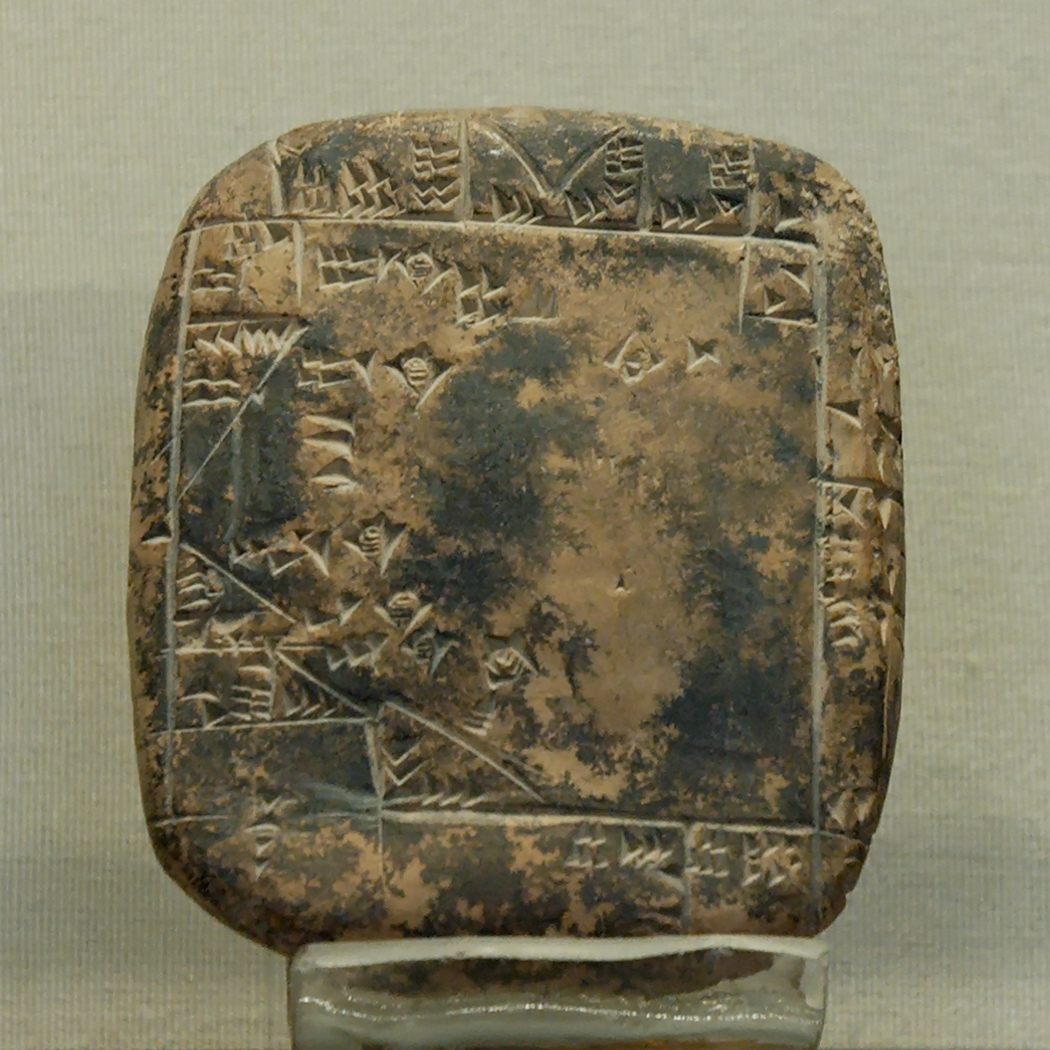
Plano de un terreno de la ciudad de Umma, precisando la superficie de cada parcela. Ur III.

La unidad de superficie en el Sistema Internacional es el metro cuadrado (m²).
En física, una superficie es una región del espacio, o interfase, que separa dos fases de propiedades diferentes. Algunas propiedades físicas importantes tienen una discontinuidad notoria. 